# Karl Jacob (Historiker)
Karl Jacob (* 19. Dezember 1864 in Hamburg; † 15. August 1947) war ein deutscher Historiker und Hochschullehrer.

## Leben
Karl Jacob, Sohn eines Großkaufmanns, besuchte die Gelehrtenschule des Johanneums, das 1529 gegründete älteste Gymnasium Hamburgs. Im Anschluss begann er 1883 ein Studium an der Ruprecht-Karls-Universität Heidelberg sowie an der Friedrich-Wilhelms-Universität zu Berlin, das er 1888 beendete. Zugleich schloss er 1888 seine Promotion zum Doctor philosophiae ab. Er leistete zwischen 1888 und 1889 Militärdienst im 2. Badischen Grenadier-Regiment „Kaiser Wilhelm I.“ Nr. 110 und schied als Oberleutnant der Reserve aus. Daraufhin setzte er sein Studium von 1889 bis 1892 an der Friedrich-Wilhelms-Universität zu Berlin sowie der Universität Straßburg fort. 1899 schloss er seine Habilitation an der Eberhard Karls Universität Tübingen ab und wurde dort daraufhin Privatdozent. 1905 übernahm er eine außerordentliche Professur für Geschichte an der Universität Tübingen.
Während der Weimarer Republik engagierte sich Jacob als Hochschullehrer öffentlich für die Deutschnationale Volkspartei (DNVP) und trat als Mitveranstalter oder Teilnehmer zahlreicher nationalkonservativer Kundgebungen auf wie zum Beispiel bei der auf den 28. Juni 1922 angesetzten, wegen der Ermordung Walter Rathenaus dann aber ausgesetzten „öffentlichen Protestveranstaltung gegen den Friedensvertrag von Versailles und gegen die Kriegsschuldlüge“, bei seiner kritisierten Festrede 1929  und der Reichsgründungsfeier von Altdeutschem Verband, DMVP, NStK und den VVV am 16. Januar 1931. Bei der Reichspräsidentenwahl 1932 engagierte er sich im ersten Wahlgang am 13. März 1932 für den Deutschnationalen Theodor Duesterberg. Aus gesundheitlichen Gründen verließ er vor dem Wintersemester 1932/1933 Tübingen zur Erholung in Bad Tölz, blieb dort wohnhaft und  wurde zum Sommersemester 1933 beurlaubt. Nachdem im Juni 1933 die Altersgrenze für Hochschullehrer vom 70. auf das 68. Lebensjahr herabgesetzt worden war, schied er zum Wintersemester 1933/1934 endgültig aus dem Lehrkörper aus.
Am 15. Juli 1895 heiratete er Maria Schlemmer, die Tochter eines Straßburger Geheimen Regierungsrates und Oberschulrates. Aus dieser Ehe gingen zwei Töchter hervor.

## Veröffentlichungen
Neben seiner Lehrtätigkeit verfasste er zahlreiche Aufsätze und Rezensionen in Zeitschriften und Zeitungen sowie mehrere Fachbücher zu historischen Themen, insbesondere zur Geschichte Straßburgs und der Geschichte des Elsass. Zu seinen Werken gehören:
- Die Erwerbung des Elsass durch Frankreich im Westfälischen Frieden, 1897, Reprint 2019, ISBN 978-3-11-149206-3 (Onlineversion (Auszug))
- Französische Bemühungen um Straßburg 1519, in: Zeitschrift für die Geschichte des Oberrheins, 1898
- Straßburgische Politik 1621–1632, 1899
- Von Lützen nach Nördlingen. Ein Beitrag zur Geschichte des Dreißigjährigen Kriegs in Süddeutschland in den Jahren 1633 und 1634, 1904, Nachdruck 2022, ISBN 978-1-01-671672-7
- Bismarck und die Erwerbung Elsass-Lothringens, 1905
- Quellenkunde der Deutschen Geschichte, Band I, 1906
- Der Große Kurfürst im Lichte neuerer Forschung, in: Deutsche Litteraturzeitung, 1907
- Die Katastrophe des Preußischen Staates 1806, 1908
- Zwei Fragmente der Wenckerschen Chronik, in: Zeitschrift für die Geschichte des Oberrheins, 1908
- Studien über Papst Benedikt XII. 20. Dezember 1334 bis 25. April 1342, 1910
- Quellenkunde der deutschen Geschichte im Mittelalter (bis 1400), Band 1, 1913
- Die großen Kriege in der Geschichte des deutschen Volkes, 1915
- Friedrich der Große. Ein deutscher König des achtzehnten Jahrhunderts, 1925
- Quellenkunde der deutschen Geschichte im Mittelalter (bis 1400). Die salische und staufische Zeit (1024–1250), Band 2, 1926
- Quellenkunde der deutschen Geschichte im Mittelalter (bis zur Mitte des 15. Jahrhunderts). Teil 1. Einleitung/Allgemeiner Zeit: Die Zeit der Karolinger, 4. Auflage 1943, 5. Auflage 1949, 6. Auflage 1959
- Quellenkunde der deutschen Geschichte im Mittelalter (bis zur Mitte des 15. Jahrhunderts). Teil 2. Die Kaiserzeit (911–1250), 3. Auflage 1943, 4. Auflage 1949, 5. Auflage 1961, 6. Auflage 1968

posthum
Quellenkunde der deutschen Geschichte im Mittelalter (bis zum Ende des 15. Jahrhunderts). Teil 3. Das Spätmittelalter (vom Interregnum bis 1500), Herausgeber Fritz Weden, 1952

## Hintergrundliteratur
- Wer ist’s?, Band 4, 1909, S. 642 f. (Onlineversion)